# Supah Nindzsák
A Szupi Nindzsák amerikai tv-sorozat. Bevezető epizódját 2011. január 17-én mutatta be a Nickelodeon, majd 2011. április 16-ától elkezdődött a további részek bemutatása. 2013-ban befejezték a sorozat gyártását.

## Szereplők

### Főszereplők
- Ryan Potter, mint Mike Fukunaga
- Carlos Knight , mint Owen Reynolds
- Gracie Dzienny , mint Amanda McKay
- George Takei , mint Mike Nagyapja Látomás

### Visszatérő karakterek
- Randall Park , mint Martin Fukunaga Mike apja
- Brandon Soo Hoo , mint Cousin Conor
- Jordan Nichols , mint Cameron Vanhauser
- Giselle Bonilla , mint Kelly, Amanda
- Travis Wong , mint Jake Huang

### Áttekintés évadok szerint
| Évad | Évad | Epizódok | Eredeti sugárzás | Eredeti sugárzás | Magyar sugárzás   | Magyar sugárzás |
| Évad | Évad | Epizódok | Évadpremier      | Évadfinálé       | Évadpremier       | Évadfinálé      |
| ---- | ---- | -------- | ---------------- | ---------------- | ----------------- | --------------- |
|      | 1    | 26       | 2011. január 17. | 2012. január 28. | 2011. november 5. | 2012. augusztus |
|      | 2    | 26       | TBA              | TBA              | TBA               | TBA             |

### Első évad 2011.- jelenleg
| Sorszám | Hivatalos epizódcím | Hivatalos premier    | Hivatalos magyar cím | Hivatalos magyar premier |
| ------- | ------------------- | -------------------- | -------------------- | ------------------------ |
| 1.      | Pilot               | 2011. január 17.     | A rémszter           | 2011. november 5.        |
| 2.      | Katara              | 2011. április 16.    | Katara               | 2011. november 6.        |
| 3.      | Two Ton Harley      | 2011. április 23.    | Két tonnás Harley    | 2011. november 13.       |
| 4.      | Checkmate           | 2011. április 30.    | Sakkmatt             | 2011. november 20.       |
| 5.      | Subsiders           | 2011. május 7.       | A Csatornanép        | 2011. december 4.        |
| 6.      | Mr. Bradford        | 2011. május 14.      | A Bogárember         | 2011. december 18.       |
| 7.      | Komodo              | 2011. június 4.      | Komodo               | 2011. december 11.       |
| 8.      | Jelly Face          | 2011. június 4.      | A Zselé Arcu         | 2012. január 1.          |
| 9.      | Dollhouse           | 2011. június 25.     | Babaház              | 2012. január 15.         |
| 10.     | X                   | 2011. július 23.     | X                    | 2012. február 13.        |
| 11.     | Kickbutt            | 2011. szeptember 10. | Az igazság bakancsa  | 2012. szeptember 28.     |
| 12.     | The Magnificent     | 2011. szeptember 17. | Nagyszerű            | 2012. szeptember 7.      |
| 13.     | Morningstar Academy | 2011. szeptember 24. | Rossz Lányok         | 2012. január 29.         |
| 14.     | DJ Elephant Head    | 2011. október 1.     | DJ elefánt fej       | 2012. szeptember 14.     |
| 15.     | Snakeskin           | 2011. október 10.    | Kígyóbőr             | 2012. szeptember 21.     |
| 16.     | Eternum             | 2011. október 15.    | Dr. Eternum          | 2012. január 22.         |
| 17-18.  | Ishina              | 2011. október 29.    | Az Ishinák           | 2012. október 5/12.      |
| 19.     | Quake               | 2011. november 5.    | Rengető              | 2012. október 20.        |
| 20.     | Mechanov            | 2011. november 12.   | Mekánov              | 2011. november 27.       |
| 21.     | Detention           | 2011. november 19.   |                      | N/A                      |
| 22.     | Skeleton Crew       | 2011. december 27.   |                      | 2012. november 23.       |
| 23.     | Limelight           | 2012. január 7.      | Vakító Sztár         | 2011. december 25.       |
| 24.     | Frostbite           | 2012. január 14.     |                      | N/A                      |
| 25.     | Ninja Intervention  | 2012. január 21.     |                      | 2012. november 30.       |
| 26.     | Cousin Connor       | 2012. január 28.     | Connor kuzin         | 2012. december 7.        |

### Második évad 2012.
A Nickelodeon Csatorna a nagy nézettség miatt tervezett egy második évadot is. A forgatásokat 2011 júliusában kezdték el. Az évad 26 részből áll.

### Premierjei
| Ország | Csatorna    | Sorozat Premier      |
| ------ | ----------- | -------------------- |
| USA    | Nickelodeon | 2011. január 17.     |
| UK     | Nickelodeon | 2011. szeptember 12. |
| PHI    | Nickelodeon | 2011. november 14.   |
| CAN    | YTV         | 2011. szeptember     |
| NED    | Nickelodeon | 2011. október 15.    |
| HUN    | Nickelodeon | 2011. november 5.    |
| POL    | Nickelodeon | 2011. november 5.    |